# Saint-Ouën-des-Toits
Saint-Ouën-des-Toits è un comune francese di 1 732 abitanti situato nel dipartimento della Mayenne nella regione dei Paesi della Loira.

## Società

### Evoluzione demografica
Abitanti censiti